# Mohammed bin Laden
Lo sceicco Muḥammad bin ʿAwaḍ bin Lāden (in arabo  محمد بن عوض بن لادن‎?), anche noto come Mohammed bin Laden (Hadramawt, 1º dicembre 1908 – Khamīs Mushayṭ, 3 settembre 1967) è stato un imprenditore yemenita naturalizzato saudita, patriarca della numerosa famiglia bin Laden.
Si sposò ventidue volte e fu padre di cinquantadue figli, tra i quali Osama bin Laden, ritenuto il diciassettesimo figlio, avuto dalla nona moglie Hamida al-Attas, di asserita origine siriana.

## Biografia
Povero e privo di istruzione, Muḥammad bin Lāden, originario della regione costiera meridionale dell'Hadramawt, emigrò prima della I guerra mondiale in Arabia Saudita, dove lavorò inizialmente come facchino portuale a Gedda. Nel 1930 avviò in proprio un'attività imprenditoriale nel settore edile e attirò l'attenzione del re Abd al-Aziz dell'Arabia Saudita, primo sovrano del regno saudita, e fece fortuna rapidamente, tanto che la sua famiglia divenne nota come la "famiglia non reale più ricca del regno".
L'enorme successo economico di Muḥammad bin Lāden viene attribuita allo scaltro senso degli affari, alla fedeltà ai governanti sauditi, all'affidabilità e alla tendenza ad offrire le cifre più basse per aggiudicarsi le gare d'appalto nel settore edilizio.
Come "costruttore reale", egli allacciò relazioni strette con la famiglia reale saudita, in particolare con l'emiro Faysal dell'Arabia Saudita. Nel 1964 quest'ultimo depose il fratellastro, il re Sa'ud dell'Arabia Saudita, e avviò la ricostruzione del regno dopo i disastrosi eccessi tipici dell'era di Sa'ud. Malgrado la crescita dei prezzi del petrolio, il regno era in debito, pertanto il re Fayṣal accettò l'offerta di aiuto finanziario di Muḥammad bin Lāden per sostenere l'economia nazionale e, come ricompensa, promulgò un decreto reale con cui si assegnava ogni futuro progetto edilizio alla società di Bin Lāden. Di conseguenza, essa poté vantare un fatturato di 5 miliardi di dollari USA.
Muḥammad bin Lāden si guadagnò il capitale iniziale grazie all'esclusiva sulla costruzione di ogni moschea e di tutti gli edifici religiosi del regno saudita e di numerosi altri paesi arabi. Fino al 1967 ebbe la responsabilità esclusiva del restauro della moschea al-Aqsa di Gerusalemme. Alla sua impresa furono assegnati contratti per la realizzazione dei seguenti progetti:
- un contratto di 296 milioni di dollari USA, unitamente ad altre imprese, per la costruzione di un raccordo anulare a Riad.
- un contratto di 1,3 miliardi di dollari USA per la costruzione di unità abitative per le forze di sicurezza saudite a Gedda.
- un contratto di 1,3 miliardi di dollari USA per unità abitative similari per la guardia nazionale a La Mecca.
- un contratto di 1,1 miliardi di dollari USA per la costruzione della città militare di Kharaj presso Riyad.
- un contratto di 1,1 miliardi di dollari USA per il palazzo reale a La Mecca.
- un contratto di 4 miliardi di dollari USA per il completo riassetto e l'allargamento dei luoghi santi della Mecca.

Malgrado i forti legami con la famiglia reale e l'immensa ricchezza, Muḥammad bin Lāden condusse una vita semplice e da musulmano devoto; era seguace del madhhab sunnita sciafeita e impose ai figli un rigido codice religioso e morale. Nei suoi ultimi anni di vita, il complesso societario bin Lāden espanse le attività anche in settori non legati all'edilizia, investendo abbondantemente all'estero e nel settore petrolifero.
Muḥammad bin Lāden morì il 3 settembre 1967 quando l'aeroplano della sua società, un Beechcraft noleggiato e pilotato da uno statunitense, si schiantò durante l'atterraggio a Khamīs Mushayṭ, nell'Asir, situato nel sud-ovest dell'Arabia Saudita.